# اندرو یونگ
اندرو یونگ (انگلیسی: Andrew Jung؛ زادهٔ ۸ اکتبر ۱۹۹۷) بازیکن فوتبال اهل فرانسه است.
از باشگاه‌هایی که در آن بازی کرده‌است می‌توان به باشگاه فوتبال استاد رنس اشاره کرد.